# Erwin Rommel
För andra betydelser, se Rommel.
Johannes Erwin Eugen Rommel (tyska: [ɛrvin rɔməl]
 ( lyssna)), populärt kallad Ökenräven, född 15 november 1891 i Heidenheim, död 14 oktober 1944 i Herrlingen, var en tysk generalfältmarskalk. Rommel tilldelades Riddarkorset av Järnkorset med eklöv, svärd och diamanter.
Rommel blev mest känd som befälhavare för Afrikakåren, den tyska enhet i Nordafrika som stred mot britterna 1941–1943. Under hans ledning lyckades Afrikakåren besegra de brittiska styrkorna upprepade gånger, tills förlusten vid slaget vid el-Alamein, cirka 100 km väster om Alexandria. Stor del av dess framgång brukar tillskrivas Rommels militärstrategiska sinne.
Rommel var även med och utformade Ardennerplanen 1940, i vilken Tyskland lyckades besegra Frankrike under loppet av bara några veckor genom att låta stridsvagnar slå igenom de belgiska Ardennerna och på så vis kringgå Maginotlinjen.

## Biografi
Erwin Rommel var son till rektor Erwin Rommel (1854–1913) och dennes hustru Helene (1862–1940), född von Lutz. Rommel tänkte som ung studera till ingenjör, eftersom han var duktig på matematik, men efter påtryckningar från fadern och ställd inför valet att bli antingen lärare eller officer, mönstrade han efter studentexamen 1910 i juli samma år in som kadett vid 124. infanteriregementet König Wilhelm I i Württembergs armé, vilket var förlagt i Weingarten i södra Württemberg.
Officersyrket var vid den här tiden i stort sett i hela Europa förbehållet adeln. Kejsar Vilhelm II ville öka basen för rekrytering till krigsskolorna och redan 1890 proklamerades, att man även sökte unga män med ädel karaktär utanför bördsadeln. Att Rommel inte var adlig innebar att han fick arbeta ännu hårdare under sin utbildning. 
I Weingarten hade Rommel en kärlekshistoria med Walburga Stemmer (1892–1928), som kom från orten. I december 1913 föddes deras dotter, Gertrude (1913–2000). Vid en bal på krigsskolan i Danzig 1911 hade Rommel träffat Lucia "Lucie" Maria Mollin (1894–1971) och de gifte sig i november 1916. Tillsammans fick de en son, Manfred, som föddes den 24 december 1928.
Vid första världskrigets utbrott 1914 var Rommel sedan två år Leutnant (fänrik). Han deltog de första dagarna av kriget i området runt Longuyon vid Meuse. I september erhöll han Järnkorset av andra klassen samt blev sårad i ena låret nära Varennes väster om Verdun. Han återkom till sitt förband vid fronten i Argonne efter tre månader och erhöll Järnkorset av första klassen i januari 1915. I september 1915 blev han befordrad till Oberleutnant (löjtnant) och sårad i benet en andra gång. I oktober placerades han som kompanichef vid Württembergisches Gebirgsbataillon. Bataljonen blev 1916 förflyttad till rumänska fronten och 1917 deltog han vid offensiven vid Isonzofronten, vid vilken de italienska trupperna led svåra nederlag. I oktober samma år stormade han med sina soldater Monte Matajur i de juliska alperna, vilket var höjdpunkten av hans insatser under första världskriget. I samband med detta erhöll Rommel det tyska kejsardömets högsta militära utmärkelse Pour le Mérite (även kallad Blauer Max). I januari 1918 blev Rommel placerad vid staben i "generalkommando 64" och blev i oktober befordrad till Hauptmann (kapten). Efter krigsslutet återvände han till 124. infanteriregementet i Weingarten.
Efter kriget stannade Rommel kvar i armén, och 1929 fick han tjänst som instruktör på infanteriskolan i Dresden. I oktober 1935 började han som lärare på krigsakademin i Potsdam. År 1937 publicerade Rommel den inom militära kretsar vida bekanta boken Infanterie greift an, som skildrar hans upplevelser från första världskriget och de slutsatser han dragit på ett synnerligt målande sätt.

### Andra världskriget
När Hitler läste Infanterie greift an blev han djupt imponerad och tilldelade Rommel militära uppdrag i Österrike, Tjeckoslovakien och senare även Polen. Rommel tilldelades därpå 7. Panzer-Division, och i maj 1940 deltog han i invasionen av Frankrike. Rommels trupper förflyttade sig snabbare och längre än någon annan trupp någonsin gjort tidigare. Efter bara sex dagar hade divisionen gått över floden Meuse och nått sitt mål staden Avesnes. Planen var att divisionen skulle göra halt och konsolidera sina ställningar i Avesnes, men Rommel fortsatte framryckningen mot Arras där divisionen avvärjde ett brittiskt pansaranfall. Den 27 maj nåddes staden Lille som belägrades. Garnisonen i Lille gav upp efter fyra dygn, men det var tillräckligt för att den brittiska expeditionsstyrkan skulle kunna lämna Frankrike via Dunkerque. På två dygn avancerade divisionen över 100 km och nådde floden Seine vid Rouen bara för att finna att broarna över floden redan var förstörda. Divisionen vände därför norrut mot och inringade och tog till fånga över 10 000 brittiska och franska soldater som försökte evakuera via Le Havre. Därefter genomförde divisionen sin längsta och snabbaste framryckning mot Cherbourg där den tillryggalade 240 km på 24 timmar.
Efter sin succé i Frankrike blev Rommel den 1 juli 1941 befordrad till general (General der Panzertruppe). När Mussolini bad om hjälp i Nordafrika utnämnde Hitler Rommel till generalöverste (30 januari 1942) och därefter till chef över Afrikakåren (senare utvidgad och omdöpt till Panzerarmee Afrika), som sedan oväntat lyckades driva britterna ut ur Libyen och hösten 1942 rycka fram till el-Alamein i Egypten. Nordafrika var då för länge sedan prisgivet av tyska krigsledningen, och Rommel saknade i allt väsentligt underhåll. Hans uppgift var egentligen att föra uppehållande strider och därmed binda brittiska styrkor i området. Det var dock inte en av Rommels starka sidor, varför han istället startade en offensiv. Vid el-Alamein var det emellertid stopp och när de amerikanska trupperna sedan landsteg i Marocko och Algeriet i november 1942, tvingades Rommel lämna Afrika. Hans trupper blev till stor del krigsfångar.
I början av 1944 blev Rommel kontaktad av generalöverste Ludwig Beck och Carl Goerdeler för att få hans stöd i julikomplotten mot Hitler. Rommel vägrade och ansåg att det fanns en risk att Hitler skulle bli martyr om han mördades. Han föreslog istället att Hitler skulle arresteras och dömas i domstol.
Rommel skickades nu till Frankrike att vidta försvarsåtgärder inför en allierad invasion. Han ansåg att de dåvarande fortifikationerna i Atlantvallen var otillräckliga och satte genast igång med att förstärka dem. Under hans ledning byggdes en kedja av bunkrar i armerad betong längs stränderna eller en bit inåt land för att inrymma kulsprutor, pansarvärnsvapen eller lätt artilleri. Minfält och hinder för pansarfordon lades ut på själva stränderna och undervattenshinder och minor placerades en bit ut i vattnet för att förstöra landstigningsfarkoster innan de ens hann lasta av. Vid troliga landningsplatser för glidflygplan och fallskärmsjägare satte tyskarna upp pålar, så kallade Rommelspargel (”Rommelsparris”). Denna Rommelspargel skulle bland annat försvåra landningar med glidflygplan.
Men Rommel var som härförare oförmögen att stoppa de allierade trupperna under slaget om Normandie, och den 15 juli 1944 varnade Rommel Hitler att Tyskland var på väg att bli besegrat och uppmanade Hitler att avsluta kriget. På grund av detta och som en följd av att Rommel allvarligt sårades vid ett flyganfall mellan Livarot och Vimoutiers den 17 juli ersattes han av generalfältmarskalk Günther von Kluge som befälhavare för Armégrupp B. Rommel hade ådragit sig allvarliga skador; bland annat ett brott på skallbasen, två brott vid tinningen och ett krossat kindben. Hans vänstra öga var skadat och dess ögonlock blev för en tid förlamat.

### Rommels död

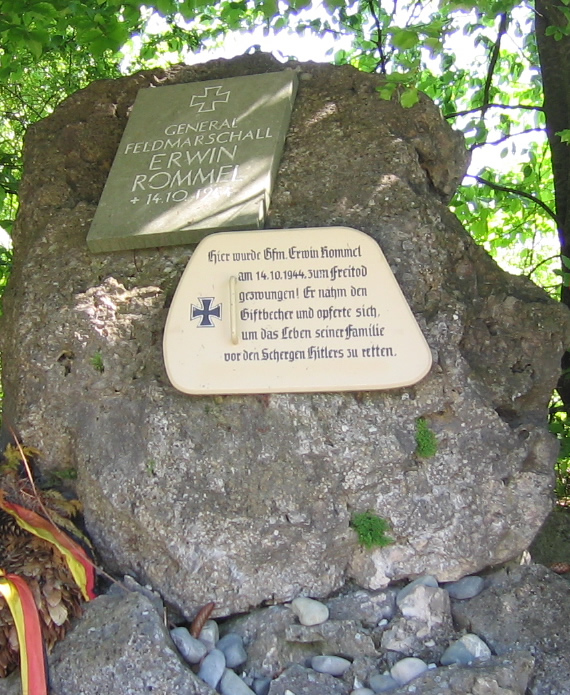
En minnessten vid platsen där Rommel tvingades till självmord, utanför byn Herrlingen, cirka fem km väster om Ulm i Baden-Württemberg.

Efter 20 juli-attentatet mot Hitler 1944 upptäcktes det att Rommel stod högt på den lista som de sammansvurna hade tänkt tillsätta i landets ledning efter Hitlers död; Hitler beordrade att Rommel måste dö. Rommels prestige hade blivit så stark, att den bedömdes kunna konkurrera med Hitlers. Man vågade dock varken döma eller arkebusera Rommel på vanligt sätt. Man gav honom alternativet att begå självmord och ges statsbegravning och garantier för att hans hustru och barn inte skulle skadas. Om han vägrade att begå självmord, skulle hans familj skickas till koncentrationsläger och själv skulle han dömas till döden för högförräderi och avrättas.
Två generaler från Hitlers högkvarter, Wilhelm Burgdorf och Ernst Maisel, anlände till Rommels bostad den 14 oktober 1944. Rommel erbjöds ett snabbverkande gift och accepterade efter kort tvekan denna lösning. Efter självmordet fördes kroppen till sjukhuset i Ulm, där Rommels familj senare fick se honom.
Officiellt orsakades döden av sviterna efter en kraftig huvudskada till följd av en motorfordonsolycka på västfronten.

## Befordringshistorik
| Datum           | Grad                       |
| --------------- | -------------------------- |
| 19 juli 1910    | Fanjunkare                 |
| 27 januari 1912 | Löjtnant                   |
| September 1915  | Överlöjtnant               |
| Oktober 1917    | Kapten                     |
| 10 oktober 1933 | Major                      |
| 1 mars 1935     | Överstelöjtnant            |
| 1 augusti 1937  | Överste                    |
| 1 augusti 1939  | Generalmajor               |
| 1 januari 1941  | Generallöjtnant            |
| 1 juli 1941     | General av pansartrupperna |
| 30 januari 1942 | Generalöverste             |
| 22 juni 1942    | Generalfältmarskalk        |

## Utmärkelser
Erwin Rommels utmärkelser
Första världskriget
- Württembergska förtjänstmedaljen i guld: 25 februari 1915
- Bayerska militärförtjänstorden av fjärde klassen med svärd
- Bayerska militärförtjänstorden av andra klassen
- Fredriksorden av första klassen med svärd
- Württembergska militärförtjänstorden: 8 april 1915
- Militärförtjänstkorset av tredje klassen
- Järnkorset av andra klassen: 30 september 1914
- Järnkorset av första klassen: 22 mars 1915
- Pour le Mérite: 10 december 1917[8]
- Såradmärket i silver: 1918

Mellankrigstiden
- Ärekorset: 1934
- Sudetenlandmedaljen (Die Medaille zur Erinnerung an den 1. Oktober 1938)
- Memellandmedaljen (Medaille zur Erinnerung an die Heimkehr des Memellandes)
- Wehrmachts tjänsteutmärkelse av fjärde, tredje, andra och första klassen

Andra världskriget
- Tilläggsspänne till Järnkorset av andra klassen: 17 maj 1940
- Tilläggsspänne till Järnkorset av första klassen: 21 maj 1940
- Riddarkorset av Järnkorset med eklöv, svärd och diamanter
  - Riddarkorset: 27 maj 1940
  - Eklöv: 20 mars 1941
  - Svärd: 20 januari 1942
  - Diamanter: 11 mars 1943[24]
- Såradmärket i guld: 7 augusti 1944
- Pansarstridsmärket i silver
- Medaglia d'Argento al Valor Militare: 22 april 1941
- Cavaliere dell'Ordine coloniale della Stella d'Italia: 28 april 1942
- Grande ufficiale dell'Ordine militare d'Italia: 1942
- Mikael den tappres orden av tredje och andra klassen: 12 juli 1944
- Omnämnd i Wehrmachtbericht vid två tillfällen: den 26 juni 1942 och 10 september 1943

## Populärkultur
- I filmen Rommel – ökenräven från 1951 gestaltas Rommel av den brittiske skådespelaren James Mason.
- I filmen Rommel från 2012 porträtteras Rommel av den tyske skådespelaren Ulrich Tukur.